# Рибна (притока Завадівки)
Ри́бна — річка в Україні, в межах Яворівського району Львівської області. Права притока Завадівки (басейн Вісли).

## Розташування
Витоки розташовані на схід від хутора Парипси (тепер — частина с. Вороблячина), між пагорбами південних схилів Розточчя. Річка тече спочатку на захід, далі — на південний захід. Впадає у Завадівку на північній околиці села Грушева, неподалік від польсько-українського кордону. 

## Опис
Довжина Рибної 18 км, площа басейну 31 км². Річище слабозвивисте, в нижній течії випрямлене. Споруджено кілька невеликих ставків. 
Річка тече здебільшого лісовими масивами, пропливає лише через хутір Парипси та невеликі села: Руда і Слободяки. 
Притоки: невеликі потічки. 